# آلپ اوتستال
آلپ اوتستال (ایتالیایی: Alpi Venoste) یک ‌رشته‌کوه از بخش آلپ‌های مرکزی شرقی است که در استان‌های تیرول در جنوب اتریش و تیرول جنوبی در شمال ایتالیا قرار دارد.